# Mistrovství světa v atletice 2009 – Muži 400 metrů
 Běh na 400 metrů mužů na Mistrovství světa v atletice 2009 se uskutečnil 18., 19., a 21. srpna. Ve finálovém běhu zvítězil americký běžec LaShawn Merritt.

## Výsledky finálového běhu
| *                | Sportovec       | Čas     |
| ---------------- | --------------- | ------- |
| Zlatá medaile    | LaShawn Merritt | 44,06 s |
| Stříbrná medaile | Jeremy Wariner  | 44,60 s |
| Bronzová medaile | Renny Quow      | 45,02 s |
| 4                | Tabarie Henry   | 45,42 s |
| 5                | Chris Brown     | 45,47 s |
| 6                | David Gillick   | 45,53 s |
| 7                | Michael Bingham | 45,56 s |
| 8                | Leslie Djhone   | 45,90 s |